# Blitzanlage

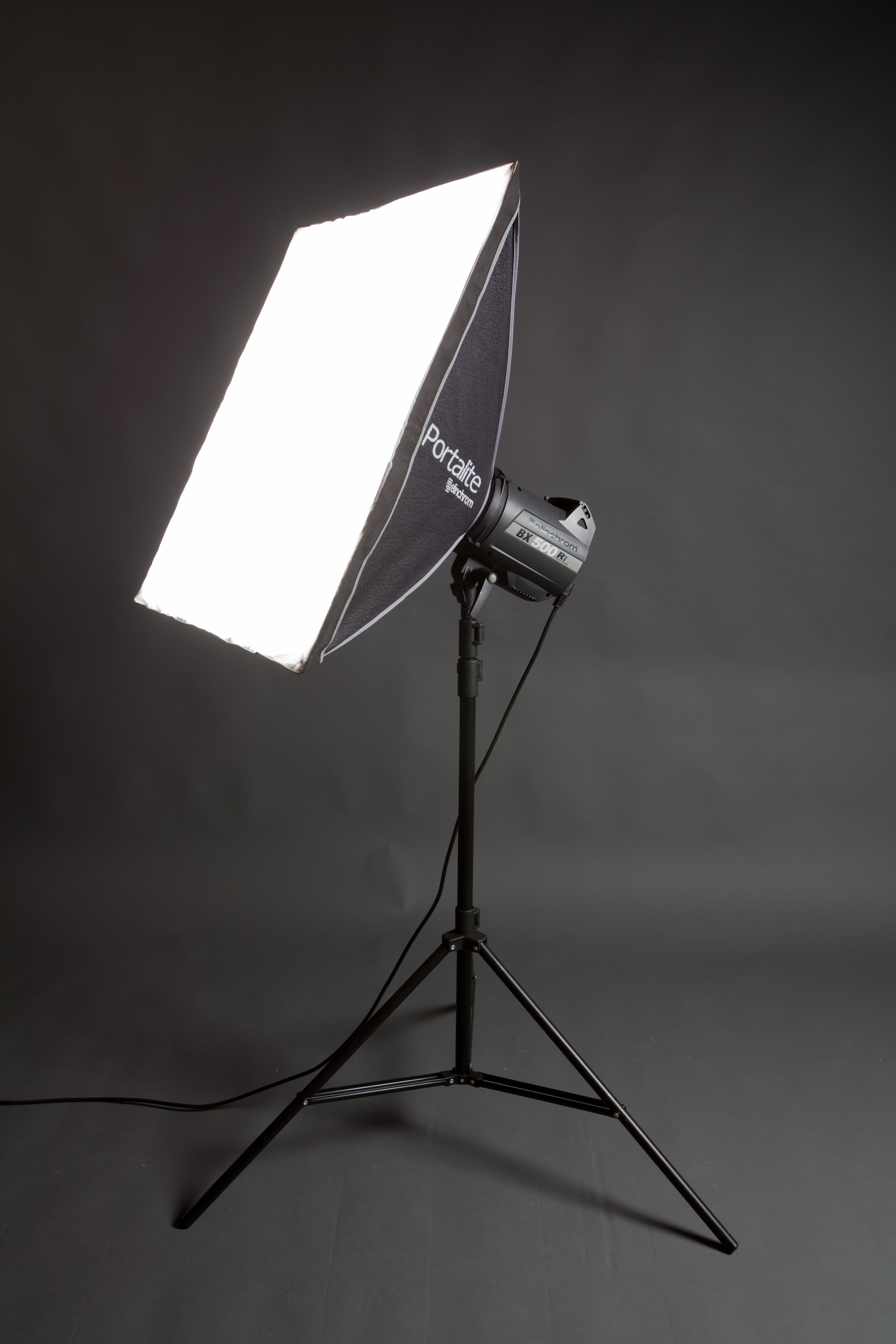
Elinchrom BX500Ri auf Stativ mit quadratischer Softbox

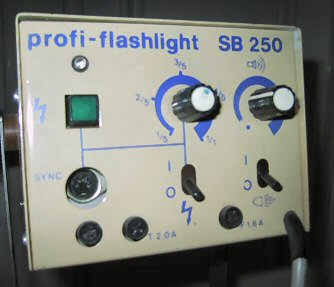
Blitzkopf des Nieber Profi-Flashlight SB-250 aus DDR-Produktion

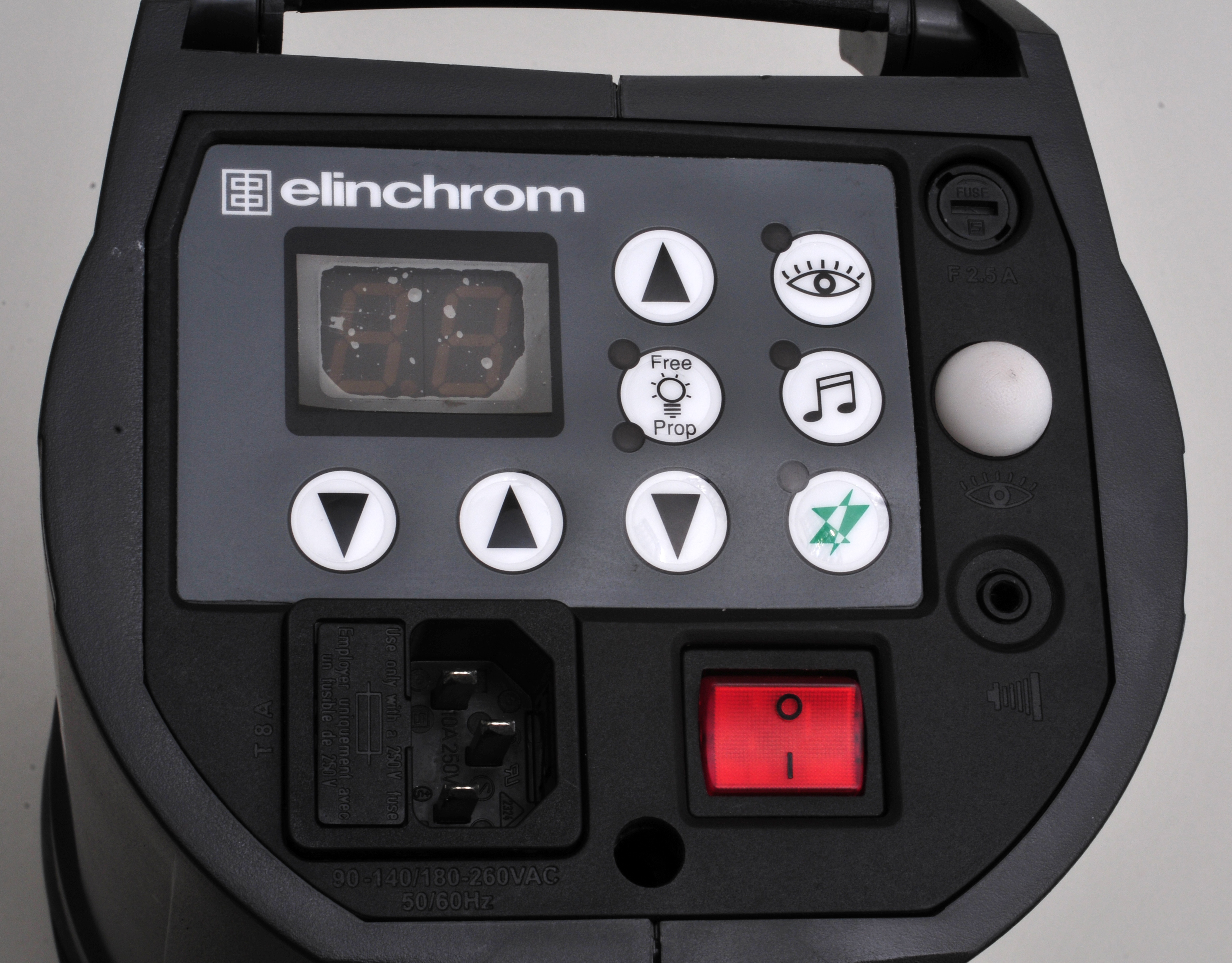
Rückseite Blitzkopf Elinchrom

Die Blitzanlage ist die professionelle Variante des Blitzgerätes.
Sie wird zur gesteuerten Ausleuchtung von Objekten benutzt.

## Bestandteile
Blitzanlagen bestehen meist aus drei Teilen:
- Blitzgenerator, eine zumeist elektronische Steuereinheit, mit der Foto-Blitzanlagen angesteuert werden. Blitzgeneratoren können eigene Geräte sein, an die die Blitzlampen angeschlossen werden. Es gibt aber auch Geräte mit integrierten Blitzlampen.
- Blitzkopf oder Lampenkopf und
- Lichtformer;

Hinzu kommt meist noch ein Stativ, auf dem die Blitzköpfe montiert sind, sowie ein Blitzsynchronkabel, ein Funkauslöser, oder eine Fotodiode (Fotozelle) zum synchronisierten Auslösen.

## Funktion
Im Blitzgenerator wird die für den Blitz nötige Energie aus dem Netzstrom in Kondensatoren in eine höhere Spannung (ca. 500 Volt) umgewandelt und gespeichert. Durch Steuerelektronik wird sie beim Auslösen in der gewünschten Menge an den Blitzkopf abgegeben. Dort wird der elektrische Strom durch Gasentladung in Licht umgewandelt. Bei den meisten Blitzanlagen steht noch ein Dauerlicht („Einstelllicht“ oder „Pilotlicht“) zur Verfügung, um die Lichtcharakteristik des eingesetzten Lichtformers beurteilen zu können.
Die Lichtformer werden am Lampenkopf angebracht, um verschiedene Lichtcharaktere zu erzeugen. Es gibt unter anderem Normal-Reflektoren, Weitwinkel-Reflektoren, Parabol-Reflektoren, Fresnellinsen-Scheinwerfer, Lichtwannen mit Stoffdiffusor, oder Plexiglasdiffusor und Lichtleitkabel zur Beleuchtung kleinster Objekte. Bei „Kompaktgeräten“ sind Generator und Lampenkopf in einem Gehäuse vereint, bei vielen Lichtformern sind die Blitzröhren fester Bestandteil des Lichtformers.

## Speicher
Bei modernen Blitzanlagen lassen sich Lichtmenge, Farbtemperatur und Abbrennzeit einzeln regeln. Die in den Kondensatoren gespeicherte elektrische Energie kann über mehrere Wochen gespeichert bleiben. Daher ist das Öffnen von Blitzgeneratoren und Kompaktgeräten nicht ungefährlich.
Bei moderneren Studioblitzanlagen werden nach dem Ausschalten die Kondensatoren über Hochleistungswiderstände entladen. Gleiches gilt auch bei einer Reduzierung der Blitzleistung.